# Casa de veïns d'Antoni Prats
La Casa de veïns d'Antoni Prats és una obra de Sant Feliu de Llobregat (Baix Llobregat) protegida com a Bé Cultural d'Interès Local.

## Descripció
Es tracta d'una casa de planta rectangular construïda en desnivell. Presenta planta baixa i un pis, però al lateral es poden apreciar tres petites finestres que correspondrien a les golfes. El primer pis presenta sortides a la façana principal amb balcons. La porta té denticulats tancats amb rajoles i un esgrafiat centralitzat en forma de cistella de flors.
Al costat lateral, la façana acaba amb denticulats coronats, a la part més alta i als costats, per jardineres. Hi ha una franja d'esgrafiats, en part caiguda.